# Jump (Every Little Thingの曲)
『jump』（ジャンプ）は、日本の音楽グループEvery Little Thingの19枚目のシングル。2001年10月17日に発売された。

## 解説
前作『Graceful World』から約8か月でのリリースとなり、シングルでは初めて持田香織が作曲を手掛けた。前作同様、B面曲は存在しない。
シンセサイザー主体だった前作までとは大幅に異なるバンドサウンドによるロックチューンとなっている。本作以降はバンドサウンドの曲が多く制作されるようになる。
持田は本楽曲について挑戦的な意味合いで制作したと語っている
。

## 収録曲
1. jump
（作詞・作曲：持田香織 / 編曲：村田昭）
カネボウ「プロスタイル」TV-CFイメージソング
2. jump (Cubismo Grafico Mix)
リミックス：Cubismo Grafico
リミックスアルバム『The Remixes III 〜Mix Rice Plantation〜』に収録されている「jump -*cbsmgrfc obrigado mix-」とはミックスが若干異なる。
3. jump (Instrumental)

## 楽曲の収録アルバム
jump
- 『Many Pieces』(ジャンピング・ミックス)
- 『Every Best Single 2』
- 『Every Best Single 〜COMPLETE〜』
- 『Every Cheering Songs』
- 『Every Best Single 2 〜MORE COMPLETE〜』
- 『Every Best Single 2 〜middLe period〜』